# خدمت (مردگان متحرک)
"خدمت" چهارمین قسمت از فصل هفتم سریال تلویزیونی ترسناک پس از آخرالزمانی مردگان متحرک است که در تاریخ ۱۳ نوامبر ۲۰۱۶ از ای ام سی پخش شد. این قسمت به قلم کوری رید نگاشته شده و به کارگردانی دیوید بوید ساخته شده‌است.

## بازخوردها

### بازخوردهای انتقادی

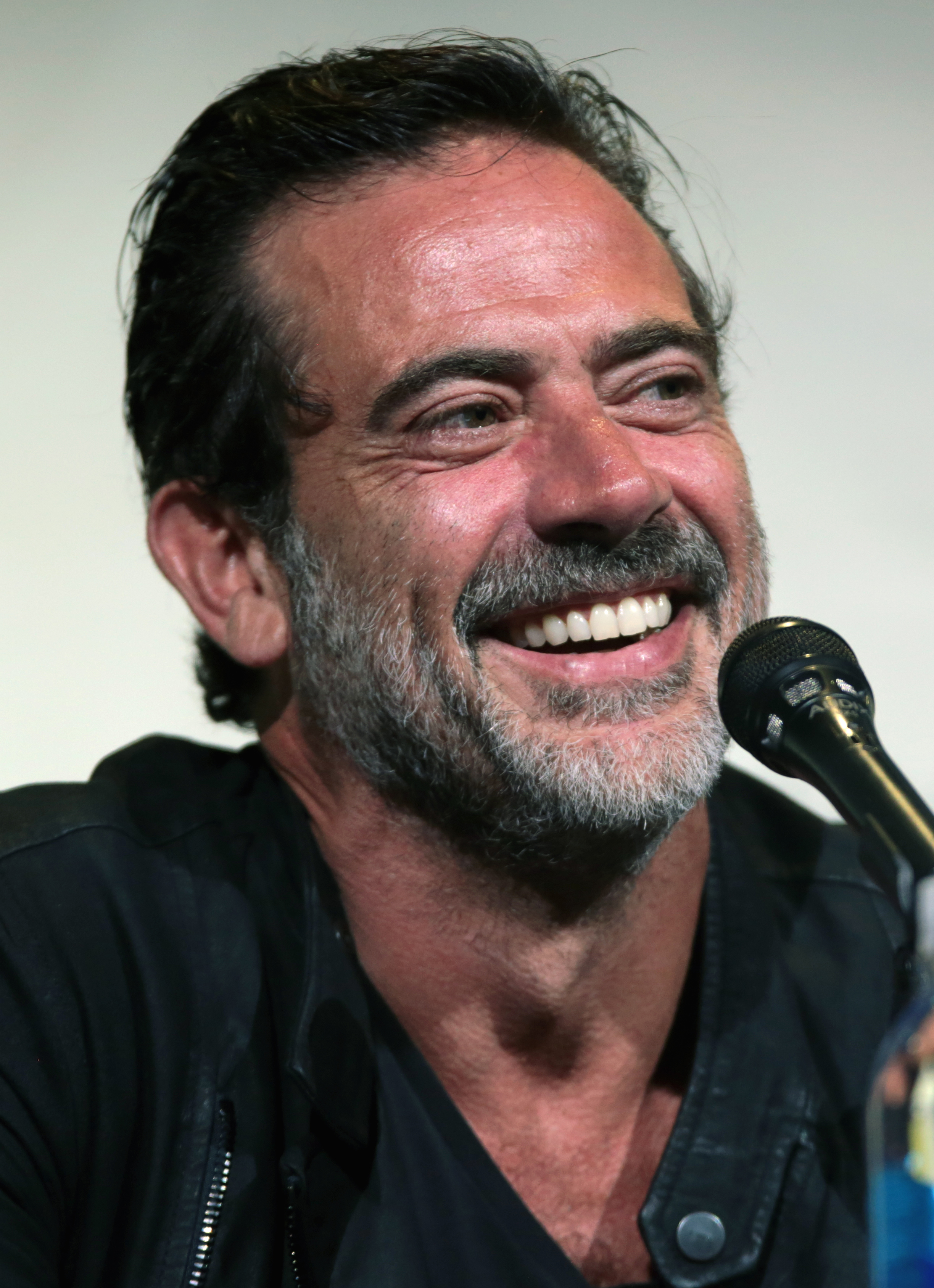
جفری دین مورگان برای عملکرد خود به عنوان نیگان در این قسمت نظرات مختلفی را دریافت کرد.

«سرویس» نظرات منتقدین را از منتقدین دریافت کرد. در Rotten گوجه فرنگی، بر اساس ۳۴ بررسی، دارای ۶۲٪ با میانگین امتیاز ۶٫۹۴ از ۱۰، بر اساس ۳۴ بررسی است. اجماع این سایت می‌نویسد: هرچند سرعت آهسته‌تر از حد مطلوب است، «سرویس» به‌طور منظم پایه و اساس آینده ترسناک را ایجاد می‌کند در حالی که داستان زندگی را تحت حکومت نیگان ادامه می‌دهد.
کلی لائولر از یواس‌ای تودی پیرامون این قسمت نوشت: "همچون قبل، شرارت جفری دین مورگان هنوز هم به همان اندازه غیر تهدیدآمیز و کسل کننده است. یک قسمت فوق العاده طولانی که در اصل فقط سفر آیکیا به جهنم بود و واقعاً هیچ کاری برای پیشبرد شخصیتش صورت نمی‌گیرد. " اریک کاین از فوربس نیز این قسمت را نقد کرد و گفت: "همه گفته‌اند که، این ضعیف‌ترین قسمت فصل تاکنون بوده‌است. امیدوارم نویسندگان سریال در آینده ترتیب چیزها را بدهند و کنش بیشتری ارائه کنند، خطوط داستانی پیچیده‌تر و حضور کمرنگ‌تر نیگان و شخصیت بی‌پایانش. "

### رتبه‌بندی
این قسمت با ۵٫۴ امتیاز در جامعه آماری ۱۸–۴۹، ۱۱٫۴۰ میلیون بیننده را به خود اختصاص داد. این در حالی است که قسمت فوق کمترین امتیاز را از زمان قسمت"وزن مرده " از فصل چهارم کسب کرده‌است.